# Mstyszyn
Mstyszyn (ukr. Мстишин) – wieś położona na Ukrainie, w rejonie łuckim, w obwodzie wołyńskim, liczy 252 mieszkańców.